# Ле-Ом (кантон)
Ле-Ом (фр. Le Hom) (до 24 февраля 2021 года назывался Тюри-Аркур, фр. Thury-Harcourt) — кантон во Франции, находится в регионе Нормандия, департамент Кальвадос. Входит в состав округа Кан.

## История
До 2015 года в состав кантона входили коммуны: Аквиль, Анговиль, Донне, Комон-сюр-Орн, Клеси, Ковиль, Комбре, Коссесвиль, Круазий, Кюле-ле-Патри, Ла-Виллет, Ла-Поммерей, Ле-Бо, Ле-Ве, Мартенвиль, Меле, Пласи, Сен-Дени-де-Мере, Сен-Ламбер, Сен-Реми, Сени-Буа-Альбу, Сент-Омер, Турнебю, Тюри-Аркур, Эспен, Эссон.
В результате реформы 2015 года состав кантона был изменен. В него были включены упраздненный кантон Бретвиль-сюр-Лез и отдельные коммуны кантона Эвреси.
С 1 января 2016 года состав кантона изменился: коммуны Амар, Комон-сюр-Орн, Кюрси-сюр-Орн, Сен-Мартен-де-Саллан и Тюри-Аркур объединились в новую коммуну Ле-Ом, ставшую центром кантона.
1 января 2019 года Аквиль, Анговиль, Пласи, Сени-Буа-Альбу и Турнебю образовали новую коммуну Сени-ле-Сурс; коммуны Гупийер и Труа-Мон — новую коммуну Монтильер-сюр-Орн.
24 февраля 2021 года указом № 2021-213 кантон переименован в Ле-Ом. .

## Состав кантона с 1 января 2019 года
В состав кантона входят коммуны (население по данным Национального института статистики за 2018 г.):
- Барбери (822 чел.)
- Бретвиль-ле-Рабе (303 чел.)
- Бретвиль-сюр-Лез (1 915 чел.)
- Булон (708 чел.)
- Гувикс (846 чел.)
- Гренвиль-Ланганри (702 чел.)
- Грембоск (284 чел.)
- Донне (289 чел.)
- Клеси (1 292 чел.)
- Ковикур (516 чел.)
- Ковиль (166 чел.)
- Комбре (146 чел.)
- Коссесвиль (99 чел.)
- Круазий (644 чел.)
- Кюле-ле-Патри (363 чел.)
- Ла-Поммерей (55 чел.)
- Ле-Бо (120 чел.)
- Ле-Бю-сюр-Рувр (104 чел.)
- Ле-Ве (119 чел.)
- Ле-Мутье-ан-Сингле (520 чел.)
- Ле-Ом (3 659 чел.)
- Мартенвиль (119 чел.)
- Меле (301 чел.)
- Монтильер-сюр-Орн (587 чел.)
- Мулин (294 чел.)
- Мютреси (429 чел.)
- Сен-Жермен-ле-Вассон (944 чел.)
- Сен-Ламбер (271 чел.)
- Сен-Лоран-де-Кондель (502 чел.)
- Сен-Реми (995 чел.)
- Сен-Сильвен (1 432 чел.)
- Сени-ле-Сурс (1 333 чел.)
- Сент-Омер (187 чел.)
- Сенто (189 чел.)
- Суаньоль (124 чел.)
- Уфьер (189 чел.)
- Френе-ле-Вьё (282 чел.)
- Френе-ле-Пюкё (819 чел.)
- Эспен (250 чел.)
- Эссон (527 чел.)
- Эстре-ла-Кампань (255 чел.)
- Юрвиль (680 чел.)

## Политика
На президентских выборах 2022 г. жители кантона отдали в 1-м туре Марин Ле Пен 28,6 % голосов против 26,2 % у Эмманюэля Макрона и 20,3 % у Жана-Люка Меланшона; во 2-м туре в кантоне победил Макрон, получивший 52,3 % голосов. (2017 год. 1 тур: Марин Ле Пен – 24,9 %, Эмманюэль Макрон – 21,8 %, Жан-Люк Меланшон – 20,6 %, Франсуа Фийон – 15,6 %; 2 тур: Макрон – 61,4 %. 2012 год. 1 тур: Франсуа Олланд — 39,8 %, Николя Саркози — 22,9 %, Марин Ле Пен — 19,7 %; 2 тур: Олланд — 57,0 %).
С 2021 года кантон в Совете департамента Кальвадос представляют бывший член совета коммуны Труа-Мон Сильви Жак (Sylvie Jacq) (Разные правые) и мэр коммуны Бретвиль-сюр-Лез Брюно Франсуа (Bruno François) (Независимый).
|                | Кандидаты                        | Партия                   | Первый тур | Первый тур     | Второй тур | Второй тур |
| Кол-во голосов | Кандидаты                        | Партия                   | % голосов  | Кол-во голосов | % голосов  |            |
| -------------- | -------------------------------- | ------------------------ | ---------- | -------------- | ---------- | ---------- |
|                | Сильви Жак Брюно Франсуа         | Прочие                   | 2 263      | 37,58          | 3 320      | 59,80      |
|                | Ги Буйяр Марин Брион             | Разные левые             | 1 602      | 26,60          | 2 232      | 40,20      |
|                | Флоран Гастен Алисон Шомлоэффель | Национальное объединение | 1 182      | 19,63          |            |            |
|                | Франсуа Бенар Элизабет Майу      | Прочие                   | 975        | 16,19          |            |            |

|                | Кандидаты                         | Партия                  | Первый тур | Первый тур     | Второй тур | Второй тур |
| Кол-во голосов | Кандидаты                         | Партия                  | % голосов  | Кол-во голосов | % голосов  |            |
| -------------- | --------------------------------- | ----------------------- | ---------- | -------------- | ---------- | ---------- |
|                | Сильви Жак Поль Шанделье          | Разные правые           | 3 242      | 38,18          | 3 670      | 40,57      |
|                | Жаки Леюжёр Анетт Ренуар          | Социалистическая партия | 2 939      | 34,61          | 3 239      | 35,81      |
|                | Иван Деренмениль Кларисса Руаккер | Национальный фронт      | 2 311      | 27,21          | 2 136      | 23,62      |